# Oxalato de cobalto(II)
Oxalato de cobalto(II) é um composto inorgânico de fórmula química CoC2O4 e é utilizado na preparação de catalisadores de cobalto.